# Marco Antonio Gama Basarte
Marco Antonio Gama Basarte (San Luis Potosí, 18 de octubre de 1970) es un político mexicano, miembro del partido Movimiento Ciudadano. Ha sido diputado local, diputado federal en dos ocasiones y senador de la República de 2018 a 2024.

## Reseña biográfica
Marco Antonio Gama Basarte es licenciado en Administración egresado de la Universidad Autónoma de San Luis Potosí, cuenta con estudios de diplomado en Liderazgo en el Futuro por el Instituto Tecnológico de Estudios Superiores de Monterrey, maestría en Desarrollo Humano por la Universidad Champagnat y truncos de maestría en Política y Gestión Pública por la Universidad Iberoamericana.
Miembro activo del PAN desde 1993 hasta 2022, fue secretario municipal y estatal de Acción Juvenil en San Luis Potosí y consejero estatal del partido desde 1997 hasta 2004. De 2009 a 2012 fue presidente estatal del PAN en San Luis Potosí.
De 1994 a 1997 fue asesor en el Senado de la República y en 1997 fue elegido diputado a la LV Legislatura del Congreso de San Luis Potosí, en que fue presidente de la Mesa Directiva y de las comisiones de Vigilanciaa y de Educación Pública. De 2000 a 2003 ocupó el cargo de regidor en el Ayuntamiento de San Luis Potosí presidido por Marcelo de los Santos y en 2003 fue elegido por primera ocasión diputado federal, en representación del Distrito 5 de San Luis Potosí a la LIX Legislatura; en ella, fue presidente de la comisión especial para dar seguimiento a los fondos de los trabajadores mexicanos braceros, así como integrante de las comisiones de Población, Fronteras y Asuntos Migratorios; de Recursos Hidráulicos; y Especial para obtener información relacionada con la aplicación de programas y fondos federales durante el desarrollo de los procesos electorales del estado de Durango.
De 2006 a 2007 fue coordinador de enlace legislativo en San Luis Potosí y en 2009 ocupó una dirección general en la Secretaría de Salud. Retornó a la actividad política en 2015 cuando fue elegido en segunda ocasión diputado federal, en esta ocasión por la vía de la representación proporcional a la LXIII Legislatura en que ocupó los cargos de secretario de la comisión de Comunicaciones e integrante de las comisiones de Recursos Hidráulicos; de Vivienda; y, Especial para el desarrollo sustentable.
Al término de su diputación, fue elegido senador por el estado de San Luis Potosí, en segunda fórmula y postulado por la coalición Por México al Frente, logrando la victoria en las elecciones de ese año. Asumió el cargo para periodo de 2018 a 2024 y en el ocupó el cargo de secretario de la comisión de Comunicaciones y Transportes, e integrante de las comisiones de Asuntos Indígenas; de Educación; de Relaciones Exteriores, América Latina y el Caribe; y de Salud.
El 15 de octubre de 2020 solicitó y recibió licencia para separarse de su cargo, con el fin de buscar ser candidato de su partido a gobernador de San Luis Potosí en las elecciones de 2021.